# 3935 Toatenmongakkai
3935 Toatenmongakkai eller 1987 PB är en asteroid i huvudbältet som upptäcktes den 14 augusti 1987 av den japanska astronomen Tsutomu Seki vid Geisei-observatoriet. Den är uppkallad efter Oriental Astronomical Association.
Asteroiden har en diameter på ungefär 9 kilometer.